# Soignies
Soignies (flamländska Zinnik) är en kommun i provinsen Hainaut i regionen Vallonien i Belgien. Soignies hade 25 871 invånare per 1 januari 2008.
Bland byggnader på orten märks 1100-talskyrkan S:t Vincent, uppförd i romansk stil på platsen för ett kloster som grundades år 650.